# 亨特溪牧場 (亞利桑那州)
亨特溪牧場（英語：Hunter Creek Ranch）是位於美國亞利桑那州希拉縣的一個非建制地區。該地的面積和人口皆未知。

## 地理
亨特溪牧場的座標為32°49′46″N 109°41′00″W / 32.82944°N 109.68333°W，而該地的平均海拔高度為1786米（即5860英尺）。